# Trachylepis pulcherrima
Trachylepis pulcherrima là một loài thằn lằn trong họ Scincidae. Loài này được De Witte mô tả khoa học đầu tiên năm 1953.